# Joseph Edkins
Joseph Edkins (艾约瑟, ài yuē sè), né le 19 décembre 1823 à Nailsworth dans le Gloucestershire, et mort le 23 avril 1905 à Shanghai est un missionnaire protestant et sinologue britannique ayant vécu 57 ans en Chine, dont 30 à Pékin. Spécialiste des religions chinoises, il est aussi linguiste, traducteur et philologue. Écrivain prolifique, il est l'auteur de nombreux livres traitant des langues et religions de la Chine, en particulier le bouddhisme. Dans son livre China's Place in Philology (1871), il s'efforce de montrer que les langues d'Europe et d'Asie ont une origine commune en comparant les vocabulaires chinois et indo-européens.

## Biographie
Il fait ses études universitaires à Londres où il est diplômé en 1843. Il est ordonné prêtre en 1846. Il ensuite envoyé en Chine par la London Missionary Society. Débarqué à Hong Kong le 22 juillet 1848, il arrive à Shanghai le 2 septembre. Il travaille d'abord aux éditions de la London Missionary Society sous la direction de Walter Henry Medhurst. De 1852 à 1858, il publie la revue annuelle Chinese and Foreign Concord Almanach (華洋和合通書) qui deviendra plus tard le Chinese and Western Almanach (中西通書). Durant cette même période il traduit de nombreux travaux scientifiques occidentaux en chinois, en collaboration avec Li Shanlan, Wang Tao et d'autres.

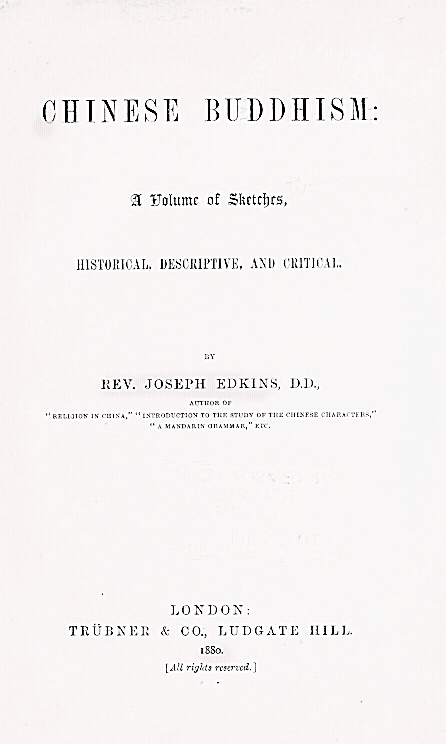
Chinese Buddhism, par Joseph Edkins, 1880

D'autre part, il participe à la traduction de la Bible et est actif au sein de la branche de Chine septentrionale de la Royal Asiatic Society. Dans les années 1850, il voyage abondamment dans les régions de Shanghai et Ningbo. Il évangélise et accompagne Hudson Taylor lors de certains de ses premiers voyages sur les canaux et cours d'eau de Chine, distribuant des extraits des Écritures et des tracts chrétiens.
En mars 1858, il part pour l'Angleterre. De retour en Chine, accompagné de Jane Rowbotham Stobbs qu'il a épousée le 7 février 1859, il s'installe à Shanghai le 14 septembre de cette même année.
Au cours de ses années à Shanghai, il rend notamment visite aux chefs de la Révolte des Taiping à Suzhou, dans le Jiangsu, en juillet 1860. Par ses contacts répétés avec les responsables du « Royaume céleste de la Grande Paix », il tente de discerner précisément les croyances de ce mouvement. Fin mars 1861, il passe onze jours à Nanjing, alors occupée par les rebelles.
En 1860, la famille Edkins déménage à Yantai, dans le Shandong, puis en 1861 à Tianjin. Son épouse meurt en 1861, à l'âge de 22 ans. Joseph Edkins se remarie à Janet Wood White en 1863 et, en mai, s'établit à Pékin. En 1872, il collabore avec William Alexander Parsons Martin (en) à la publication de la revue chinoise Peking Magazine (中西聞見錄), dont le 36e et dernier numéro parait en 1875. En 1873, il entreprend seul un voyage vers l'Angleterre en passant par les États-Unis, Il est de retour à Pékin en 1876. En 1880, il abandonne la Société missionnaire de Londres pour se consacrer à la traduction au service des douanes maritimes de l'Empire Chinois (Chinese Maritime Customs Service) (en). Sa seconde épouse meurt en 1877 et il se remarie, en 1881, à Johanna Schmidt. Il est ensuite chargé par le directeur des douanes de traduire plusieurs travaux scientifiques occidentaux en chinois, ce qui aboutit au recueil : « les 16 rudiments du savoir occidental » (16 Primers for Western Knowledge (西學啟蒙十六種), publié en 1898, qui contient des traités de zoologie, de botanique, de chimie, de géographie, de physiologie, de logique et d'autres sujets. En 1903, il contacte la typhoïde à laquelle il survit. Il continue à écrire jusqu'à 81 ans et meurt à Shanghai, le dimanche de Pâques 1905.

## Œuvres
- (en) Joseph Edkins, A vocabulary of the Shanghai dialect, Shanghai, Presbyterian mission press, 1869, 151 p. (lire en ligne).
- (en) Joseph Edkins, A grammar of colloquial Chinese : as exhibited in the Shanghai dialect, SHANGHAI, Presbyterian mission press, 1868, 2e éd. (lire en ligne), p. 225
- (en) Joseph Edkins, Introduction to the study of the Chinese characters, HERTFORD: STEPHEN AUSTIN AND SONS, PRINTERS, Trübner & co., 1876 (lire en ligne), p. 314
- (en) Joseph Edkins, The evolution of the Chinese language : as exemplifying the origin and growth of human speech, Trübner, 1888 (lire en ligne), p. 99
- (en) Joseph Edkins, Progressive lessons in the Chinese spoken language : with lists of common words and phrases, and an appendix containing the laws of tones in the Peking dialect ..., SHANGHAI, Presbyterian mission press, 1864, 2e éd. (lire en ligne), p. 103
- (en) Joseph Edkins, A grammar of the Chinese colloquial language commonly called the Mandarin dialect, SHANGHAI, Presbyterian mission press, 1864, 2e éd. (lire en ligne), p. 279
- (en) Joseph Edkins, Introduction to the study of the Chinese characters, LONDON : 57 AND 59, LUDGATE HILL., Trübner & co., 1876 (lire en ligne), p. 314(Harvard University)
- A Grammar of Colloquial Chinese as exhibited in the Shanghai Dialect, Shanghai 1853.
- "Phases in the Development of Tauism", Transactions of the China Branch of the Royal Asiatic Society, 1st series, 5: 83-99, 1855. (The earliest study in a Western language to include an account of Chinese alchemy, pp. 84–91).
- On Early Tauist Alchemy, North China Herald 1857.
- A Grammar of the Chinese Colloquial Language, commonly called the Mandarin dialect, Shanghai 1857.
- The Religious Condition of the Chinese; with Observations on the Prospects of Christian Conversion amongst that People, London 1859. Second edition entitled Religion in China: containing a Brief Account of the Three Religions of the Chinese: with Observations on the Prospects of Christian Conversion amongst that People, 1877.
- Progressive Lessons in the Chinese Spoken Language, Shanghai 1862.
- The Miau-tsi Tribes, Foochow 1870.
- (en) Joseph Edkins, China's place in philology : an attempt to show that the languages of Europe and Asia have a common origin, Elibron.com, 1871, 462 p. (ISBN 1-4021-8104-3, lire en ligne), p. 435
- (en) Joseph Edkins et Bodleian Library, A catalogue of chinese works in the Bodleian library, Clarendon press, 1876 (lire en ligne)Oxford AT THE CLARENDON PRESS M.DCCC.LXXVI London MACMILLAN AND CO. PUBLISHERS TO THE UNIVERSITY OF Oxford Original from Oxford University Digitized May 11, 2007
- Chinese Buddhism: a Volume of Sketches, Historical, Descriptive, and Critical, London 1880
- The Evolution of the Chinese Language as exemplifying the Origin and Growth of Human Speech, London 1888.
- Opium: Historical Note or the Poppy in China, Shanghai 1898
- (en) Joseph Edkins et China. Hai guan zong shui wu si shu, The revenue and taxation of the Chinese empire, SHANGHAI : PRINTED AT THE PRESBYTERIAN MISSION PRESS., Printed at the Presbyterian Mission Press, 1903 (lire en ligne), p. 240ALSO SOLD BY KELLY AND WALSH ; BREWER AND CO. ; MR. E. EVANS, SHANGHAI, AND BY P. S. KING AND SON, 2 GREAT SMITH ST. WESTMINSTER, LONDON, S. W. Original from the University of Michigan Digitized Oct 10, 2006
- (en) Joseph Edkins et China. Hai guan zong shui wu si shu, Chinese currency, SHANGHAI : PRINTED AT THE PRESBYTERIAN MISSION PRESS., Presbyterian mission press, 1901 (lire en ligne), p. 151ALSO SOLD BY KELLY AND WALSH ; BREWER AND CO. ; MR. E. EVANS, SHANGHAI, AND BY P. S. KING AND SON, 2 GREAT SMITH ST. WESTMINSTER, LONDON, S. W. 1901 Original from the University of California Digitized Oct 17, 2007
- (en) Joseph Edkins et China. Hai guan zong shui wu si shu, Banking and prices in China, SHANGHAI : PRINTED AT THE PRESBYTERIAN MISSION PRESS., Printed at the Presbyterian Mission Press, 1905 (lire en ligne), p. 286ALSO SOLD BY KELLY AND WALSH ; BREWER AND CO. ; MR. E. EVANS, SHANGHAI, AND BY P. S. KING AND SON, 2 GREAT SMITH ST. WESTMINSTER, LONDON, S. W. Original from Harvard University Digitized Nov 7, 2005